# Matriu de Jordan
En teoria matemàtica de matrius, un bloc de Jordan sobre un anell {\displaystyle A} (les identitats del qual són el zero 0 i l'u 1) és una matriu amb entrades 0 arreu excepte a la diagonal, que conté un element fixat {\displaystyle \lambda \in A}, i a la superdiagonal, que conté el valor 1. Aquest concepte pren el nom de Camille Jordan.
{\displaystyle {\begin{pmatrix}\lambda &1&0&\cdots &0\\0&\lambda &1&\cdots &0\\\vdots &\vdots &\vdots &\ddots &\vdots \\0&0&0&\lambda &1\\0&0&0&0&\lambda \end{pmatrix}}}
Cada bloc de Jordan està, doncs, determinat per la seva dimensió n i el seu valor propi {\displaystyle \lambda }, i es simbolitza per {\displaystyle J_{\lambda ,n}}.
Tota matriu diagonal per blocs formada per blocs de Jordan s'anomena matriu de Jordan; usant o bé la suma directa {\displaystyle \oplus } o el símbol "{\displaystyle \mathrm {diag} }", es denota per {\displaystyle J_{\alpha ,l}\oplus J_{\beta ,m}\oplus J_{\gamma ,n}} o bé {\displaystyle \mathrm {diag} \left(J_{\alpha ,l},J_{\beta ,m},J_{\gamma ,n}\right)} la matriu diagonal per blocs quadrada de dimensió {\displaystyle (l+m+n)\times (l+m+n)} que té per primer bloc {\displaystyle J_{\alpha ,l}}, per segon bloc {\displaystyle J_{\beta ,m}} i per tercer bloc {\displaystyle J_{\gamma ,n}}.
Per exemple, la matriu
{\displaystyle J=\left({\begin{matrix}0&1&0&0&0&0&0&0&0&0\\0&0&1&0&0&0&0&0&0&0\\0&0&0&0&0&0&0&0&0&0\\0&0&0&i&1&0&0&0&0&0\\0&0&0&0&i&0&0&0&0&0\\0&0&0&0&0&i&1&0&0&0\\0&0&0&0&0&0&i&0&0&0\\0&0&0&0&0&0&0&7&1&0\\0&0&0&0&0&0&0&0&7&1\\0&0&0&0&0&0&0&0&0&7\end{matrix}}\right)}
és una matriu de Jordan {\displaystyle 10\times 10} amb un bloc {\displaystyle 3\times 3} de valor propi {\displaystyle 0}, dos blocs {\displaystyle 2\times 2} amb valor propi la unitat imaginària i un bloc {\displaystyle 3\times 3} amb valor propi 7. La seva estructura en blocs de Jordan també pot ser escrita com {\displaystyle J_{0,3}\oplus J_{i,2}\oplus J_{i,2}\oplus J_{7,3}} o com {\displaystyle \mathrm {diag} \left(J_{0,3},J_{i,2},J_{i,2},J_{7,3}\right)}.

## Àlgebra lineal
Tota matriu quadrada {\displaystyle A} de dimensió {\displaystyle n\times n} amb elements d'un cos algebraicament tancat {\displaystyle K} és semblant a una matriu de Jordan {\displaystyle J}, que també pertany a {\displaystyle \mathbb {M} _{n}(K)} (l'anell de matrius quadrades {\displaystyle n\times n} amb elements de {\displaystyle K}), i que a més és única llevat de permutacions dels seus blocs diagonals. Hom diu que {\displaystyle J} és la forma canònica de Jordan d'{\displaystyle A} i correspon a una generalització del procés de diagonalització. Una matriu diagonalitzable A es pot considerar un cas particular de la forma canònica de Jordan, en què tots els seus blocs són de dimensió {\displaystyle 1\times 1}.
Més generalment, donada una matriu de Jordan {\displaystyle J=J_{\lambda _{1},m_{1}}\oplus J_{\lambda _{2},m_{2}}\oplus \ldots \oplus J_{\lambda _{N},m_{N}}} (és a dir, on el bloc diagonal k-sim, {\displaystyle 1\leq k\leq N}, és el bloc de Jordan {\displaystyle J_{\lambda _{k},m_{k}}}, i on els elements diagonals {\displaystyle \lambda _{k}} no tenen per què ser tots diferents), la multiplicitat geomètrica de {\displaystyle \lambda \in K} per la matriu {\displaystyle J}, simbolitzada per {\displaystyle \mathrm {gmul} _{J}\lambda \,}, correspon al nombre de blocs de Jordan que tenen valor propi {\displaystyle \lambda }. Per altra banda, l'índex d'un valor propi {\displaystyle \lambda } de {\displaystyle J}, simbolitzat per {\displaystyle \mathrm {idx} _{J}\lambda \,}, es defineix com la dimensió del bloc de Jordan més gran associat a aquest valor propi.
El mateix concepte aplica per tota matriu {\displaystyle A} semblant a {\displaystyle J}, de tal manera que {\displaystyle \mathrm {idx} _{A}\lambda \,} es pot definir considerant la forma canònica de Jordan d'{\displaystyle A} per qualsevol dels seus valors propis {\displaystyle \lambda \in \mathrm {spec} A}. En aquest cas, es pot comprovar que l'índex de {\displaystyle \lambda } en {\displaystyle A} és igual a la multiplicitat de {\displaystyle \lambda } com a arrel del polinomi mínim d'{\displaystyle A} (on, per definició, la seva multiplicitat algebraica en {\displaystyle A}, {\displaystyle \mathrm {mul} _{A}\lambda \,}, és la seva multiplicitat com a arrel del polinomi característic d'{\displaystyle A}, és a dir, {\displaystyle \det(A-xI)\in K[x]}). Una condició necessària i suficient perquè {\displaystyle A} sigui diagonalitzable dins {\displaystyle K} és que tots els seus valors propis tinguin índex igual a {\displaystyle 1}, és a dir, que el seu polinomi mínim tingui només arrels simples.
Des del punt de vista d'espais vectorials, la descomposició de Jordan-Chevalley és equivalent a trobar una descomposició ortogonal (és a dir, mitjançant suma directa d'espais propis representats per blocs de Jordan) del domini format per la base dels vectors propis generalitzats associats.

## Equacions diferencials ordinàries lineals
L'exemple més senzill d'un sistema dinàmic és un sistema d'equacions diferencials ordinàries lineals amb coeficients constans. Per exemple, siguin {\displaystyle A\in \mathbb {M} _{n}(\mathbb {C} )} i {\displaystyle \mathbf {z} _{0}\in \mathbb {C} ^{n}}:
{\displaystyle {\dot {\mathbf {z} }}(t)=A\mathbf {z} (t),}
{\displaystyle \mathbf {z} (0)=\mathbf {z} _{0},}
del qual hom pot calcular explícitament la seva solució, mitjançant l'exponencial d'una matriu:
{\displaystyle \mathbf {z} (t)=e^{tA}\mathbf {z} _{0}.}
Una altra manera, suposant que la solució està restringida a l'espai de Lebesgue de camps vectorials de dimensió {\displaystyle n}, {\displaystyle \mathbf {z} \in \mathrm {L} _{\mathrm {loc} }^{1}(\mathbb {R} _{+})^{n}}, és usar la seva transformada de Laplace {\displaystyle \mathbf {Z} (s)={\mathcal {L}}[\mathbf {z} ](s)}. En aquest cas
{\displaystyle \mathbf {Z} (s)=\left(sI-A\right)^{-1}\mathbf {z} _{0}.}
La funció matricial {\displaystyle \left(A-sI\right)^{-1}} s'anomena matriu resolvent de l'operador diferencial {\displaystyle {\frac {\mathrm {d} }{\mathrm {d} t}}-A}. És meromorfa respecte al paràmetre complex {\displaystyle s\in \mathbb {C} } perquè els elements de la matriu són funcions racionals amb denominadors iguals a tots els {\displaystyle \det(A-sI)}. Els pols de singularitat són els valors propis d'{\displaystyle A}, l'ordre dels quals són el seu índex, és a dir, {\displaystyle \mathrm {ord} _{(A-sI)^{-1}}\lambda =\mathrm {idx} _{A}\lambda }.